# Ahmed Malsagov
Ahmed Tatarkhanovich Malsagov (russo: Ахмед Татарханович Мальсагов) (1912 - 14 de janeiro de 1942) foi um piloto de Ingush no 5º Regimento de Aviação de Bombardeiros de Curto Alcance durante a Segunda Guerra Mundial, morto em ação. Ele foi duas vezes nomeado postumamente para o título de Herói da União Soviética, mas não foi premiado. Em 1995, ele foi declarado Herói da Federação Russa.

## Biografia
Malsagov nasceu em 1912 na aldeia de Altievsky, no Império Russo, em uma família de  Inguches. Em 1935, ingressou no Exército Vermelho e, em 1937, se formou na Escola de Aviação Militar de Stalingrado. Ele se tornou membro do Partido Comunista em 1939. Antes do início da guerra, ele fazia parte de um regimento de aviação de bombardeiros na parte ocidental da URSS.

## Segunda Guerra Mundial
Durante a invasão alemã da União Soviética, Malsagov serviu no 5º Regimento de Aviação de Bombardeiros de Curto Alcance no Distrito Militar de Odessa. O regimento, originalmente equipado com SBs Tupolev, logo recebeu os modernos bombardeiros de mergulho Petlyakov Pe-2 logo após a invasão. Como tenente, ele rapidamente dominou a pilotagem da nova aeronave e começou a fazer missões na Frente Sul em junho de 1941, bombardeando uma base naval romena, tanques inimigos e tropas em avanço. Em 20 de setembro de 1941, ele havia feito 65 missões, e no inverno seguinte, ele se destacou após fazer 20 missões de bombardeio no espaço de vários dias, pelas quais recebeu a Ordem da Bandeira Vermelha em 7 de janeiro de 1942. Devido à precisão de seus ataques a bomba, ele foi capaz de destruir dez tanques, cinco canhões antiaéreos, 27 carros e matar mais de 100 soldados de infantaria inimigos. Em 14 de janeiro de 1942 ele foi morto em ação durante uma missão de bombardeio e seu funeral foi realizado em 24 de janeiro. Ele foi indicado ao título de Herói da União Soviética duas vezes, mas devido ao Aardakh, ele não recebeu o título desde que o povo Ingush, incluindo veteranos de guerra, foi coletivamente marcado como traidor e considerado inelegível para o título. Em 1995, após o colapso da União Soviética, ele foi declarado Herói da Federação Russa.